# Haasiasaurus gittelmani
Lo haasiasauro (Haasiasaurus gittelmani) è un rettile acquatico estinto, appartenente ai mosasauroidi. Visse all'inizio del Cretaceo superiore (Cenomaniano, circa 95 milioni di anni fa) e i suoi resti fossili sono stati ritrovati in Palestina.

## Descrizione
Questo animale era di piccole dimensioni, e la lunghezza non doveva superare il metro. Doveva assomigliare a una sorta di varano dalle zampe corte e adattate alla vita acquatica. Rispetto ad altri animali simili (gli aigialosauri), Haasiasaurus si distingueva nel possedere una fossa stapediale dell'osso quadrato stretta e allungata, e in generale la forma dell'osso quadrato era unica. Il coracoide, inoltre, era dotato di una finestra; il primo e il secondo carpale erano scomparsi, mentre il quarto carpale e l'ulnare erano più grandi rispetto a quelli degli altri aigialosauri.

## Classificazione
Haasiasauris gittelmani venne descritto per la prima volta nel 1999, sulla base di fossili ritrovati in terreni del Cenomaniano nei pressi di Ein Yabrud, nella Cisgiordania palestinese, a circa 20 chilometri a nord di Gerusalemme. Inizialmente questi fossili vennero denominati Haasia gittelmani, ma il nome generico era già stato attribuito a un millepiedi (Bollman 1893) e fu quindi ridenominarlo (Polcyn et al., 2003).
Haasiasaurus era un rappresentante arcaico dei mosasauroidi, un gruppo di lucertole dalle abitudini acquatiche, sviluppatesi nel corso del Cretaceo. In particolare, Haasiasaurus sembrerebbe far parte del gruppo (probabilmente parafiletico) degli aigialosauri, solitamente di piccole dimensioni e probabilmente in grado di spostarsi anche sulla terraferma. Le caratteristiche delle zampe di Haasiasaurus permettono comunque di distinguerlo da forme come Aigialosaurus, Carsosaurus e Opetiosaurus.